# Odore Gendron
Odore Joseph Gendron (ur. 13 września 1921 w Manchesterze, New Hampshire, zm. 16 października 2020) – amerykański duchowny katolicki, biskup Manchesteru w latach 1974–1990.

## Życiorys
Ukończył seminaria duchowne w Sherbrooke i Ottawie w Kanadzie. 26 maja 1956 został wyświęcony na kapłana dla rodzinnej diecezji Manchester. 
12 grudnia 1974 papież Paweł VI mianował go ordynariuszem Manchester. Z rządów w diecezji zrezygnował 12 czerwca 1990 roku.